# Accademia Vivarium Novum
Academia Vivarii Novi (em italiano: Accademia Vivarium Novum) situada na cidade de Roma, é considerada entre os poucos institutos em que língua latina e língua grega antiga são tidas de uso comum para todas as atividades pertinentes ou à vida escolar ou à vida cotidiana. A instituição está sob a direção de seu fundador, o Professor Luigi Miraglia, quem – de acordo com a revista ''The New Yorker'' – “fala Latim com mais fluência do que quase qualquer outro estudioso do idioma”. Todos os anos, alunos de todas as partes da Terra confluem até a Academia Vivarii Novi, em primeiro lugar, com o objetivo de aumentarem seu conhecimento das chamadas línguas clássicas (apreciadas ali de forma viva), mas, então, principalmente a fim de que profundamente leiam autores romanos e gregos, conheçam seus pensamentos e estudem sua filosofia, livres de qualquer preocupação que os possa distanciar ou desviar da meta a que se devem propor de questionar, refletir, discutir os fundamentos da sociedade humana e de toda a cultura e humanidade.
Por outro lado, no que tange ao currículo acadêmico-escolar, durante o período letivo que transcorre entre os meses de Outubro de qualquer ano e de Junho do ano seguinte, aos alunos são oferecidas escolas relacionadas à maior parte de todo o culto ocidental greco-romano: História da Literatura Latina Antiga; História da Literatura Renascentista; Filosofia; Língua Grega Antiga; História da Literatura Grega Antiga; História Romana; Poesia Latina e Grega. Além disso, sob a tentativa de restaurar-se, a partir dos metros antigos, a vivacidade dos poemas latinos e gregos com novas melodias, os alunos são convidados a participar de um coral, cujo nomem é Tyrtarion, para os estudos de poesia e métrica antiga. No portal digital “YouTube”, podem ser encontrados alguns experimentos feitos com poemas de Catulo, Horácio e Ovídio pela própria Academia, além de muitos vídeos (publicados por ex-alunos ou instituições afiliadas) com palestras organizadas em diversos congressos acadêmicos ou leituras de textos latinos realizadas entre excursões de alunos.
Para que se possa, enfim, subsidiar as bolsas integrais de estudos pelo período de um ano letivo, há quatro anos, a Academia Vivarii Novi propôs-se à realização de um Curso de Verão, cuja meta é fazer com que estudantes sem qualquer conhecimento de Latim possam, após o período de apenas dois meses, chegar a ler sem grandes dificuldades (ou mesmo, quase nenhuma) autores romanos clássicos. Procura-se, também, erigir as escolas estivais sobre os mesmos fundamentos comuns que regem toda a política e toda a filosofia da Academia.
Outra importante ação desenvolvida pela instituição é a de divulgar por toda a Itália livros – Lingua Latina per se Illustrata de Hans H. Ørberg e Athenaze da Universidade de Oxford – pelos quais se possa apreciar o estudo das línguas clássicas pelo ‘método natural’.